# Liste des planètes mineures (689001-690000)
Voici la liste des planètes mineures numérotées de 689001 à 690000. Les planètes mineures sont numérotées lorsque leur orbite est confirmée, ce qui peut parfois se produire longtemps après leur découverte. Elles sont classées ici par leur numéro.

## Planètes mineures 689001 à 690000
- (689001) 2013 CB21
- (689002) 2013 CA24
- (689003) 2013 CD27
- (689004) 2013 CS28
- (689005) 2013 CE29
- (689006) 2013 CX37
- (689007) 2013 CG41
- (689008) 2013 CO41
- (689009) 2013 CF42
- (689010) 2013 CS42
- (689011) 2013 CW42
- (689012) 2013 CK45
- (689013) 2013 CR48
- (689014) 2013 CG52
- (689015) 2013 CK55
- (689016) 2013 CQ57
- (689017) 2013 CF59
- (689018) 2013 CG60
- (689019) 2013 CN61
- (689020) 2013 CA64
- (689021) 2013 CX67
- (689022) 2013 CF73
- (689023) 2013 CS74
- (689024) 2013 CX74
- (689025) 2013 CM79
- (689026) 2013 CH88
- (689027) 2013 CC89
- (689028) 2013 CN91
- (689029) 2013 CE92
- (689030) 2013 CH92
- (689031) 2013 CX93
- (689032) 2013 CF94
- (689033) 2013 CB95
- (689034) 2013 CE95
- (689035) 2013 CJ95
- (689036) 2013 CO97
- (689037) 2013 CK98
- (689038) 2013 CM100
- (689039) 2013 CL101
- (689040) 2013 CH102
- (689041) 2013 CP107
- (689042) 2013 CE108
- (689043) 2013 CJ108
- (689044) 2013 CO109
- (689045) 2013 CO111
- (689046) 2013 CM113
- (689047) 2013 CQ115
- (689048) 2013 CN117
- (689049) 2013 CR120
- (689050) 2013 CJ125
- (689051) 2013 CL130
- (689052) 2013 CO131
- (689053) 2013 CX134
- (689054) 2013 CQ135
- (689055) 2013 CB136
- (689056) 2013 CN140
- (689057) 2013 CK141
- (689058) 2013 CR141
- (689059) 2013 CG142
- (689060) 2013 CK144
- (689061) 2013 CP144
- (689062) 2013 CL145
- (689063) 2013 CP145
- (689064) 2013 CP147
- (689065) 2013 CZ147
- (689066) 2013 CW150
- (689067) 2013 CF151
- (689068) 2013 CG151
- (689069) 2013 CF153
- (689070) 2013 CW153
- (689071) 2013 CK154
- (689072) 2013 CQ154
- (689073) 2013 CL155
- (689074) 2013 CY157
- (689075) 2013 CE160
- (689076) 2013 CY161
- (689077) 2013 CA162
- (689078) 2013 CN162
- (689079) 2013 CP162
- (689080) 2013 CX162
- (689081) 2013 CF165
- (689082) 2013 CE167
- (689083) 2013 CL168
- (689084) 2013 CA169
- (689085) 2013 CT171
- (689086) 2013 CW173
- (689087) 2013 CA176
- (689088) 2013 CO176
- (689089) 2013 CO179
- (689090) 2013 CR180
- (689091) 2013 CC182
- (689092) 2013 CQ186
- (689093) 2013 CV188
- (689094) 2013 CY189
- (689095) 2013 CC194
- (689096) 2013 CK194
- (689097) 2013 CE195
- (689098) 2013 CQ195
- (689099) 2013 CY196
- (689100) 2013 CT197
- (689101) 2013 CD198
- (689102) 2013 CK198
- (689103) 2013 CQ199
- (689104) 2013 CG201
- (689105) 2013 CB203
- (689106) 2013 CK203
- (689107) 2013 CN203
- (689108) 2013 CY208
- (689109) 2013 CE209
- (689110) 2013 CA210
- (689111) 2013 CD210
- (689112) 2013 CQ210
- (689113) 2013 CA211
- (689114) 2013 CM212
- (689115) 2013 CK213
- (689116) 2013 CZ213
- (689117) 2013 CD215
- (689118) 2013 CD217
- (689119) 2013 CU218
- (689120) 2013 CL219
- (689121) 2013 CC220
- (689122) 2013 CQ220
- (689123) 2013 CZ221
- (689124) 2013 CG226
- (689125) 2013 CA227
- (689126) 2013 CF227
- (689127) 2013 CR227
- (689128) 2013 CB228
- (689129) 2013 CF228
- (689130) 2013 CO228
- (689131) 2013 CS228
- (689132) 2013 CR229
- (689133) 2013 CF230
- (689134) 2013 CJ230
- (689135) 2013 CN230
- (689136) 2013 CY230
- (689137) 2013 CD234
- (689138) 2013 CD236
- (689139) 2013 CL236
- (689140) 2013 CU236
- (689141) 2013 CM238
- (689142) 2013 CD239
- (689143) 2013 CJ239
- (689144) 2013 CW239
- (689145) 2013 CA240
- (689146) 2013 CB240
- (689147) 2013 CF240
- (689148) 2013 CK240
- (689149) 2013 CP240
- (689150) 2013 CQ240
- (689151) 2013 CB241
- (689152) 2013 CD241
- (689153) 2013 CW241
- (689154) 2013 CN243
- (689155) 2013 CV243
- (689156) 2013 CJ244
- (689157) 2013 CA245
- (689158) 2013 CM245
- (689159) 2013 CH250
- (689160) 2013 CD251
- (689161) 2013 CX251
- (689162) 2013 CH252
- (689163) 2013 CM252
- (689164) 2013 CU252
- (689165) 2013 CX252
- (689166) 2013 CE253
- (689167) 2013 CH254
- (689168) 2013 CP254
- (689169) 2013 CR254
- (689170) 2013 CW254
- (689171) 2013 CD255
- (689172) 2013 CM255
- (689173) 2013 CT256
- (689174) 2013 CH258
- (689175) 2013 CY261
- (689176) 2013 CA262
- (689177) 2013 CO265
- (689178) 2013 DH2
- (689179) 2013 DE4
- (689180) 2013 DK4
- (689181) 2013 DM5
- (689182) 2013 DV5
- (689183) 2013 DL8
- (689184) 2013 DO11
- (689185) 2013 DY12
- (689186) 2013 DZ12
- (689187) 2013 DA13
- (689188) 2013 DN15
- (689189) 2013 DZ16
- (689190) 2013 DX17
- (689191) 2013 DW18
- (689192) 2013 DZ18
- (689193) 2013 DC19
- (689194) 2013 DD19
- (689195) 2013 DN19
- (689196) 2013 DV20
- (689197) 2013 DR21
- (689198) 2013 DO22
- (689199) 2013 DY22
- (689200) 2013 DC24
- (689201) 2013 EQ3
- (689202) 2013 EB6
- (689203) 2013 EP6
- (689204) 2013 ET6
- (689205) 2013 EG7
- (689206) 2013 EK8
- (689207) 2013 EK15
- (689208) 2013 EU15
- (689209) 2013 ER19
- (689210) Salvadorjribas
- (689211) 2013 EO24
- (689212) 2013 EV26
- (689213) 2013 EN31
- (689214) 2013 EZ36
- (689215) 2013 EY37
- (689216) 2013 EH38
- (689217) 2013 EJ39
- (689218) 2013 EC45
- (689219) 2013 EJ47
- (689220) 2013 EX48
- (689221) 2013 ER49
- (689222) 2013 ER50
- (689223) 2013 EL51
- (689224) 2013 EA52
- (689225) 2013 EH53
- (689226) 2013 ER54
- (689227) 2013 EU54
- (689228) 2013 EN55
- (689229) 2013 EX55
- (689230) 2013 EK56
- (689231) 2013 EL56
- (689232) 2013 EN56
- (689233) 2013 EO56
- (689234) 2013 EY56
- (689235) 2013 EG57
- (689236) 2013 EU57
- (689237) 2013 EX58
- (689238) 2013 ET59
- (689239) 2013 EB63
- (689240) 2013 ET64
- (689241) 2013 EJ65
- (689242) 2013 EW69
- (689243) 2013 EA70
- (689244) 2013 ET70
- (689245) 2013 ES71
- (689246) 2013 EY71
- (689247) 2013 EU73
- (689248) 2013 EX73
- (689249) 2013 EZ74
- (689250) 2013 EQ75
- (689251) 2013 ES76
- (689252) 2013 EV76
- (689253) 2013 ED77
- (689254) 2013 EX77
- (689255) 2013 EQ78
- (689256) 2013 EH81
- (689257) 2013 EA83
- (689258) 2013 ED83
- (689259) 2013 EF83
- (689260) 2013 EE84
- (689261) 2013 EJ86
- (689262) 2013 EU87
- (689263) 2013 EK95
- (689264) 2013 EU95
- (689265) 2013 EB98
- (689266) 2013 EF98
- (689267) 2013 EY98
- (689268) 2013 EU99
- (689269) 2013 ED100
- (689270) 2013 ER105
- (689271) 2013 ED106
- (689272) 2013 ED109
- (689273) 2013 EN109
- (689274) 2013 EF111
- (689275) 2013 ET112
- (689276) 2013 EO114
- (689277) 2013 ER115
- (689278) 2013 EC117
- (689279) 2013 EN117
- (689280) 2013 EU117
- (689281) 2013 EV119
- (689282) 2013 EZ121
- (689283) 2013 EZ122
- (689284) 2013 EX131
- (689285) 2013 EM134
- (689286) 2013 EJ149
- (689287) 2013 EL150
- (689288) 2013 EC152
- (689289) 2013 EL152
- (689290) 2013 EZ154
- (689291) 2013 EM155
- (689292) 2013 ED156
- (689293) 2013 EK156
- (689294) 2013 EL156
- (689295) 2013 EB157
- (689296) 2013 EP157
- (689297) 2013 EY157
- (689298) 2013 EJ159
- (689299) 2013 ER159
- (689300) 2013 EJ160
- (689301) 2013 EW160
- (689302) 2013 EA162
- (689303) 2013 EL162
- (689304) 2013 EO163
- (689305) 2013 EQ165
- (689306) 2013 EF166
- (689307) 2013 EE167
- (689308) 2013 ES167
- (689309) 2013 ED168
- (689310) 2013 EM168
- (689311) 2013 EO168
- (689312) 2013 EP168
- (689313) 2013 EV168
- (689314) 2013 EC169
- (689315) 2013 EJ169
- (689316) 2013 EU170
- (689317) 2013 EE171
- (689318) 2013 EU171
- (689319) 2013 EG172
- (689320) 2013 EX172
- (689321) 2013 EF174
- (689322) 2013 EU176
- (689323) 2013 EX177
- (689324) 2013 ED178
- (689325) 2013 EF180
- (689326) 2013 ES180
- (689327) 2013 EW180
- (689328) 2013 EU182
- (689329) 2013 EE187
- (689330) 2013 FJ3
- (689331) 2013 FX3
- (689332) 2013 FB6
- (689333) 2013 FB20
- (689334) 2013 FH27
- (689335) 2013 FL28
- (689336) 2013 FW29
- (689337) 2013 FM30
- (689338) 2013 FQ30
- (689339) 2013 FZ30
- (689340) 2013 FF32
- (689341) 2013 FP32
- (689342) 2013 FT32
- (689343) 2013 FV32
- (689344) 2013 FX32
- (689345) 2013 FT33
- (689346) 2013 FW33
- (689347) 2013 FY33
- (689348) 2013 FA34
- (689349) 2013 FW34
- (689350) 2013 FA35
- (689351) 2013 FE35
- (689352) 2013 FF35
- (689353) 2013 FH35
- (689354) 2013 FM35
- (689355) 2013 FN35
- (689356) 2013 FC37
- (689357) 2013 FY37
- (689358) 2013 FB38
- (689359) 2013 FC38
- (689360) 2013 FH39
- (689361) 2013 FK39
- (689362) 2013 FQ39
- (689363) 2013 FW39
- (689364) 2013 FR41
- (689365) 2013 GY
- (689366) 2013 GV4
- (689367) 2013 GE10
- (689368) 2013 GA12
- (689369) 2013 GE16
- (689370) 2013 GQ18
- (689371) 2013 GJ20
- (689372) 2013 GA21
- (689373) 2013 GO23
- (689374) 2013 GA25
- (689375) 2013 GN25
- (689376) 2013 GJ28
- (689377) 2013 GS28
- (689378) 2013 GB29
- (689379) 2013 GL29
- (689380) 2013 GW32
- (689381) 2013 GN33
- (689382) 2013 GF35
- (689383) 2013 GR35
- (689384) 2013 GD37
- (689385) 2013 GD39
- (689386) 2013 GP40
- (689387) 2013 GS40
- (689388) 2013 GM41
- (689389) 2013 GP41
- (689390) 2013 GX41
- (689391) 2013 GC42
- (689392) 2013 GC44
- (689393) 2013 GO46
- (689394) 2013 GX47
- (689395) 2013 GR49
- (689396) 2013 GS51
- (689397) 2013 GV51
- (689398) 2013 GC54
- (689399) 2013 GC58
- (689400) 2013 GP58
- (689401) 2013 GK60
- (689402) 2013 GT60
- (689403) 2013 GU60
- (689404) 2013 GW60
- (689405) 2013 GH61
- (689406) 2013 GG62
- (689407) 2013 GZ63
- (689408) 2013 GK64
- (689409) 2013 GN64
- (689410) 2013 GX64
- (689411) 2013 GB65
- (689412) 2013 GH65
- (689413) 2013 GW65
- (689414) 2013 GK66
- (689415) 2013 GE67
- (689416) 2013 GS67
- (689417) 2013 GW73
- (689418) 2013 GM75
- (689419) 2013 GM76
- (689420) 2013 GW76
- (689421) 2013 GR77
- (689422) 2013 GY77
- (689423) 2013 GZ77
- (689424) 2013 GG81
- (689425) 2013 GN83
- (689426) 2013 GO87
- (689427) 2013 GR88
- (689428) 2013 GS90
- (689429) 2013 GC91
- (689430) 2013 GK91
- (689431) 2013 GB93
- (689432) 2013 GC94
- (689433) 2013 GY94
- (689434) 2013 GE96
- (689435) 2013 GG99
- (689436) 2013 GQ103
- (689437) 2013 GV104
- (689438) 2013 GJ107
- (689439) 2013 GX110
- (689440) 2013 GS116
- (689441) 2013 GU116
- (689442) 2013 GG117
- (689443) 2013 GJ117
- (689444) 2013 GO118
- (689445) 2013 GL119
- (689446) 2013 GS119
- (689447) 2013 GQ121
- (689448) 2013 GC122
- (689449) 2013 GK122
- (689450) 2013 GF123
- (689451) 2013 GV123
- (689452) 2013 GP124
- (689453) 2013 GN125
- (689454) 2013 GQ127
- (689455) 2013 GZ129
- (689456) 2013 GN134
- (689457) 2013 GJ135
- (689458) 2013 GO135
- (689459) 2013 GF139
- (689460) 2013 GO139
- (689461) 2013 GX140
- (689462) 2013 GZ140
- (689463) 2013 GA141
- (689464) 2013 GG141
- (689465) 2013 GK142
- (689466) 2013 GA143
- (689467) 2013 GN143
- (689468) 2013 GH145
- (689469) 2013 GE147
- (689470) 2013 GL147
- (689471) 2013 GQ148
- (689472) 2013 GT148
- (689473) 2013 GP149
- (689474) 2013 GG151
- (689475) 2013 GL151
- (689476) 2013 GS151
- (689477) 2013 GA152
- (689478) 2013 GB152
- (689479) 2013 GD152
- (689480) 2013 GK152
- (689481) 2013 GP152
- (689482) 2013 GY152
- (689483) 2013 GC153
- (689484) 2013 GN153
- (689485) 2013 GM155
- (689486) 2013 GQ155
- (689487) 2013 GR155
- (689488) 2013 GA156
- (689489) 2013 GM156
- (689490) 2013 GU156
- (689491) 2013 GK157
- (689492) 2013 GP157
- (689493) 2013 GS158
- (689494) 2013 GW158
- (689495) 2013 GX158
- (689496) 2013 GS160
- (689497) 2013 GW160
- (689498) 2013 GA161
- (689499) 2013 GL161
- (689500) 2013 GZ161
- (689501) 2013 GD162
- (689502) 2013 GE162
- (689503) 2013 GJ162
- (689504) 2013 GM162
- (689505) 2013 GX162
- (689506) 2013 GX163
- (689507) 2013 GH168
- (689508) 2013 HC
- (689509) 2013 HP1
- (689510) 2013 HJ4
- (689511) 2013 HQ6
- (689512) 2013 HD10
- (689513) 2013 HY11
- (689514) 2013 HB13
- (689515) 2013 HG13
- (689516) 2013 HZ16
- (689517) 2013 HD17
- (689518) 2013 HC21
- (689519) 2013 HD24
- (689520) 2013 HF26
- (689521) 2013 HK28
- (689522) 2013 HT30
- (689523) 2013 HG31
- (689524) 2013 HQ31
- (689525) 2013 HV32
- (689526) 2013 HS33
- (689527) 2013 HZ33
- (689528) 2013 HN35
- (689529) 2013 HP37
- (689530) 2013 HM39
- (689531) 2013 HS39
- (689532) 2013 HJ40
- (689533) 2013 HX42
- (689534) 2013 HL43
- (689535) 2013 HE44
- (689536) 2013 HC45
- (689537) 2013 HG45
- (689538) 2013 HD46
- (689539) 2013 HE46
- (689540) 2013 HV46
- (689541) 2013 HW47
- (689542) 2013 HQ48
- (689543) 2013 HD49
- (689544) 2013 HL49
- (689545) 2013 HF52
- (689546) 2013 HK55
- (689547) 2013 HA56
- (689548) 2013 HF57
- (689549) 2013 HG60
- (689550) 2013 HQ61
- (689551) 2013 HC63
- (689552) 2013 HE63
- (689553) 2013 HX64
- (689554) 2013 HR67
- (689555) 2013 HO68
- (689556) 2013 HP68
- (689557) 2013 HV68
- (689558) 2013 HP72
- (689559) 2013 HR75
- (689560) 2013 HS79
- (689561) 2013 HS80
- (689562) 2013 HV80
- (689563) 2013 HB82
- (689564) 2013 HR82
- (689565) 2013 HU83
- (689566) 2013 HQ85
- (689567) 2013 HE86
- (689568) 2013 HS86
- (689569) 2013 HM89
- (689570) 2013 HW89
- (689571) 2013 HE92
- (689572) 2013 HH92
- (689573) 2013 HA93
- (689574) 2013 HX94
- (689575) 2013 HT95
- (689576) 2013 HS96
- (689577) 2013 HW98
- (689578) 2013 HF104
- (689579) 2013 HG105
- (689580) 2013 HK109
- (689581) 2013 HD112
- (689582) 2013 HF112
- (689583) 2013 HP115
- (689584) 2013 HL118
- (689585) 2013 HU119
- (689586) 2013 HR120
- (689587) 2013 HU120
- (689588) 2013 HX121
- (689589) 2013 HM122
- (689590) 2013 HY123
- (689591) 2013 HC124
- (689592) 2013 HZ126
- (689593) 2013 HO128
- (689594) 2013 HT128
- (689595) 2013 HD132
- (689596) 2013 HJ132
- (689597) 2013 HK132
- (689598) 2013 HC134
- (689599) 2013 HQ134
- (689600) 2013 HW136
- (689601) 2013 HZ136
- (689602) 2013 HD137
- (689603) 2013 HY137
- (689604) 2013 HL140
- (689605) 2013 HK141
- (689606) 2013 HY141
- (689607) 2013 HS142
- (689608) 2013 HU142
- (689609) 2013 HO145
- (689610) 2013 HA146
- (689611) 2013 HW147
- (689612) 2013 HZ147
- (689613) 2013 HX148
- (689614) 2013 HK149
- (689615) 2013 HL153
- (689616) 2013 HG154
- (689617) 2013 HL157
- (689618) 2013 HX158
- (689619) 2013 HB160
- (689620) 2013 HF160
- (689621) 2013 HS160
- (689622) 2013 HV161
- (689623) 2013 HX161
- (689624) 2013 HE162
- (689625) 2013 HF162
- (689626) 2013 HL162
- (689627) 2013 HR162
- (689628) 2013 HT162
- (689629) 2013 HV162
- (689630) 2013 HY162
- (689631) 2013 HB163
- (689632) 2013 HC163
- (689633) 2013 HD163
- (689634) 2013 HF163
- (689635) 2013 HH163
- (689636) 2013 HJ163
- (689637) 2013 HN163
- (689638) 2013 HS164
- (689639) 2013 HU164
- (689640) 2013 HG165
- (689641) 2013 HX165
- (689642) 2013 HN166
- (689643) 2013 JF
- (689644) 2013 JL
- (689645) 2013 JS
- (689646) 2013 JQ2
- (689647) 2013 JT4
- (689648) 2013 JY7
- (689649) 2013 JD8
- (689650) 2013 JN9
- (689651) 2013 JK10
- (689652) 2013 JR11
- (689653) 2013 JB13
- (689654) 2013 JA16
- (689655) 2013 JO17
- (689656) 2013 JY18
- (689657) 2013 JD19
- (689658) 2013 JO20
- (689659) 2013 JA21
- (689660) 2013 JA22
- (689661) 2013 JZ24
- (689662) 2013 JU25
- (689663) 2013 JW26
- (689664) 2013 JQ30
- (689665) 2013 JF32
- (689666) 2013 JA33
- (689667) 2013 JM35
- (689668) 2013 JU38
- (689669) 2013 JL39
- (689670) 2013 JO39
- (689671) 2013 JO40
- (689672) 2013 JK41
- (689673) 2013 JN42
- (689674) 2013 JW42
- (689675) 2013 JA43
- (689676) 2013 JD43
- (689677) 2013 JF44
- (689678) 2013 JP45
- (689679) 2013 JA46
- (689680) 2013 JU47
- (689681) 2013 JB53
- (689682) 2013 JJ54
- (689683) 2013 JJ55
- (689684) 2013 JA56
- (689685) 2013 JD56
- (689686) 2013 JE57
- (689687) 2013 JL57
- (689688) 2013 JM57
- (689689) 2013 JH59
- (689690) 2013 JJ59
- (689691) 2013 JZ59
- (689692) 2013 JO63
- (689693) 2013 JA66
- (689694) 2013 JQ66
- (689695) 2013 JB68
- (689696) 2013 JL68
- (689697) 2013 JQ68
- (689698) 2013 JS68
- (689699) 2013 JX68
- (689700) 2013 JL69
- (689701) 2013 JX69
- (689702) 2013 JB71
- (689703) 2013 JR71
- (689704) 2013 JX71
- (689705) 2013 JS72
- (689706) 2013 JC73
- (689707) 2013 JN73
- (689708) 2013 JK74
- (689709) 2013 JS74
- (689710) 2013 JU74
- (689711) 2013 JX74
- (689712) 2013 JZ74
- (689713) 2013 JJ75
- (689714) 2013 JM76
- (689715) 2013 JO76
- (689716) 2013 JP76
- (689717) 2013 JU76
- (689718) 2013 JT77
- (689719) 2013 JU77
- (689720) 2013 JV77
- (689721) 2013 JA79
- (689722) 2013 JT79
- (689723) 2013 JC80
- (689724) 2013 JD80
- (689725) 2013 JQ82
- (689726) 2013 JD84
- (689727) 2013 JK84
- (689728) 2013 KN
- (689729) 2013 KL3
- (689730) 2013 KU3
- (689731) 2013 KZ5
- (689732) 2013 KY7
- (689733) 2013 KX8
- (689734) 2013 KF9
- (689735) 2013 KJ10
- (689736) 2013 KX10
- (689737) 2013 KZ10
- (689738) 2013 KT11
- (689739) 2013 KH15
- (689740) 2013 KT15
- (689741) 2013 KZ15
- (689742) 2013 KF17
- (689743) 2013 KL17
- (689744) 2013 KY20
- (689745) 2013 KE21
- (689746) 2013 KF21
- (689747) 2013 KH21
- (689748) 2013 LW2
- (689749) 2013 LZ2
- (689750) 2013 LD3
- (689751) 2013 LG3
- (689752) 2013 LD4
- (689753) 2013 LE5
- (689754) 2013 LY5
- (689755) 2013 LF6
- (689756) 2013 LV7
- (689757) 2013 LT9
- (689758) 2013 LX9
- (689759) 2013 LP10
- (689760) 2013 LD11
- (689761) 2013 LO13
- (689762) 2013 LT13
- (689763) 2013 LF14
- (689764) 2013 LM15
- (689765) 2013 LX18
- (689766) 2013 LG19
- (689767) 2013 LM19
- (689768) 2013 LB22
- (689769) 2013 LL22
- (689770) 2013 LU25
- (689771) 2013 LK27
- (689772) 2013 LF31
- (689773) 2013 LR37
- (689774) 2013 LP38
- (689775) 2013 LG40
- (689776) 2013 LL40
- (689777) 2013 LV41
- (689778) 2013 LJ42
- (689779) 2013 LL42
- (689780) 2013 LM42
- (689781) 2013 LO42
- (689782) 2013 LQ44
- (689783) 2013 LS44
- (689784) 2013 LZ44
- (689785) 2013 ME5
- (689786) 2013 MV13
- (689787) 2013 MC14
- (689788) 2013 MU17
- (689789) 2013 MV17
- (689790) 2013 MR18
- (689791) 2013 MP19
- (689792) 2013 MA20
- (689793) 2013 MX20
- (689794) 2013 MU21
- (689795) 2013 MZ22
- (689796) 2013 NQ4
- (689797) 2013 NT9
- (689798) 2013 NU20
- (689799) 2013 NO26
- (689800) 2013 NV28
- (689801) 2013 NN30
- (689802) 2013 NM31
- (689803) 2013 NZ33
- (689804) 2013 NE35
- (689805) 2013 NC40
- (689806) 2013 NG42
- (689807) 2013 NJ42
- (689808) 2013 NZ48
- (689809) 2013 ND51
- (689810) 2013 NJ52
- (689811) 2013 NX53
- (689812) 2013 ND54
- (689813) 2013 NT62
- (689814) 2013 NU64
- (689815) 2013 NZ64
- (689816) 2013 NO67
- (689817) 2013 ON3
- (689818) 2013 OP7
- (689819) 2013 OQ7
- (689820) 2013 OY15
- (689821) 2013 PX1
- (689822) Anderson
- (689823) 2013 PU12
- (689824) 2013 PT16
- (689825) 2013 PU18
- (689826) 2013 PP25
- (689827) 2013 PH32
- (689828) 2013 PF39
- (689829) 2013 PK44
- (689830) 2013 PL52
- (689831) 2013 PU53
- (689832) 2013 PG55
- (689833) 2013 PQ64
- (689834) 2013 PP65
- (689835) 2013 PH68
- (689836) 2013 PM70
- (689837) 2013 PF72
- (689838) 2013 PJ72
- (689839) 2013 PC79
- (689840) 2013 PA80
- (689841) 2013 PG82
- (689842) 2013 PM87
- (689843) 2013 PT90
- (689844) 2013 PR92
- (689845) 2013 PL96
- (689846) 2013 PO100
- (689847) 2013 PZ107
- (689848) 2013 PD113
- (689849) 2013 PU113
- (689850) 2013 PD114
- (689851) 2013 PS120
- (689852) 2013 QP5
- (689853) 2013 QT16
- (689854) 2013 QL21
- (689855) 2013 QQ24
- (689856) 2013 QR29
- (689857) 2013 QM30
- (689858) 2013 QJ38
- (689859) 2013 QC45
- (689860) 2013 QH52
- (689861) 2013 QQ52
- (689862) 2013 QM54
- (689863) 2013 QT56
- (689864) 2013 QQ61
- (689865) 2013 QA62
- (689866) 2013 QD63
- (689867) 2013 QY75
- (689868) 2013 QT76
- (689869) 2013 QM80
- (689870) 2013 QS85
- (689871) 2013 QC93
- (689872) 2013 QN98
- (689873) 2013 QV99
- (689874) 2013 RG7
- (689875) 2013 RB9
- (689876) 2013 RK11
- (689877) 2013 RQ31
- (689878) 2013 RU33
- (689879) 2013 RT42
- (689880) 2013 RT48
- (689881) 2013 RP49
- (689882) 2013 RQ50
- (689883) 2013 RL60
- (689884) 2013 RT60
- (689885) 2013 RK62
- (689886) 2013 RE70
- (689887) 2013 RM70
- (689888) 2013 RE78
- (689889) 2013 RV90
- (689890) 2013 RW97
- (689891) 2013 RN100
- (689892) 2013 RU100
- (689893) 2013 RD103
- (689894) 2013 RJ103
- (689895) 2013 RM108
- (689896) 2013 RR108
- (689897) 2013 RV109
- (689898) 2013 RL110
- (689899) 2013 RS114
- (689900) 2013 RW115
- (689901) 2013 RN129
- (689902) 2013 RY130
- (689903) 2013 RL132
- (689904) 2013 RZ132
- (689905) 2013 RR134
- (689906) 2013 RV134
- (689907) 2013 RX143
- (689908) 2013 RS147
- (689909) 2013 RY147
- (689910) 2013 RS153
- (689911) 2013 RK156
- (689912) 2013 SP6
- (689913) 2013 SP18
- (689914) 2013 SF34
- (689915) 2013 SX47
- (689916) 2013 SS48
- (689917) 2013 SQ50
- (689918) 2013 SO57
- (689919) 2013 SX57
- (689920) 2013 SO64
- (689921) 2013 SY64
- (689922) 2013 SF65
- (689923) 2013 SR66
- (689924) 2013 SS68
- (689925) 2013 SE72
- (689926) 2013 SF79
- (689927) 2013 SF81
- (689928) 2013 SU88
- (689929) 2013 SE94
- (689930) 2013 ST96
- (689931) 2013 SQ97
- (689932) 2013 SH100
- (689933) 2013 SD103
- (689934) 2013 SL103
- (689935) 2013 SY107
- (689936) 2013 TK1
- (689937) 2013 TQ10
- (689938) 2013 TZ10
- (689939) 2013 TS40
- (689940) 2013 TM47
- (689941) 2013 TA54
- (689942) 2013 TF58
- (689943) 2013 TR61
- (689944) 2013 TS64
- (689945) 2013 TE66
- (689946) 2013 TY67
- (689947) 2013 TS72
- (689948) 2013 TY80
- (689949) 2013 TQ92
- (689950) 2013 TK94
- (689951) 2013 TT103
- (689952) 2013 TS123
- (689953) 2013 TD125
- (689954) 2013 TZ134
- (689955) 2013 TG141
- (689956) 2013 TG146
- (689957) 2013 TO149
- (689958) 2013 TY154
- (689959) 2013 TL156
- (689960) 2013 TW162
- (689961) 2013 TY162
- (689962) 2013 TQ166
- (689963) 2013 TR168
- (689964) 2013 TB173
- (689965) 2013 TU176
- (689966) 2013 TQ185
- (689967) 2013 TS188
- (689968) 2013 TS194
- (689969) 2013 TP195
- (689970) 2013 TT197
- (689971) 2013 TA199
- (689972) 2013 TH200
- (689973) 2013 TY200
- (689974) 2013 TC201
- (689975) 2013 TT201
- (689976) 2013 TX209
- (689977) 2013 TO211
- (689978) 2013 TK212
- (689979) 2013 TM212
- (689980) 2013 TV226
- (689981) 2013 TF227
- (689982) 2013 TV234
- (689983) 2013 TC236
- (689984) 2013 UJ14
- (689985) 2013 UV22
- (689986) 2013 UF29
- (689987) 2013 UG29
- (689988) 2013 UC30
- (689989) 2013 UY32
- (689990) 2013 UD34
- (689991) 2013 UV36
- (689992) 2013 UT39
- (689993) 2013 UU47
- (689994) 2013 UM49
- (689995) 2013 UH50
- (689996) 2013 UK56
- (689997) 2013 VX
- (689998) 2013 VU6
- (689999) 2013 VS11
- (690000) 2013 VH21